# Dedinka
Dedinka (en hongrois : Fajkürt ) est une commune du district de Nové Zámky, dans la région de Nitra, en Slovaquie.

## Histoire
La première mention écrite du village date de 1293.

## Démographie

### Évolution de la population
| Année:               | 1994. | 2004.   | 2014.    | 2024.    |
| -------------------- | ----- | ------- | -------- | -------- |
| Nombre de personnes: | 889   | 832     | 735      | 632      |
| Différence:          |       | -6,41 % | -11,65 % | -14,01 % |

| Année:               | 2023. | 2024.   |
| -------------------- | ----- | ------- |
| Nombre de personnes: | 647   | 632     |
| Différence:          |       | -2,31 % |